# Вендетта, Давид
Давид Вендетта (фр. David Vendetta), настоящее имя — Давид Папаруссо (фр. David Paparusso) — французский диджей и продюсер.

## Биография
Давид Вендетта родился 25 августа 1968 года в городке Лонгви во Франции. Его мать одна воспитывала восьмерых детей. С детства Давиду нравились ударные. В возрасте 12 лет он собственноручно собрал себе установку из того, что было под рукой, и стал заниматься музыкой. Спустя какое-то время он стал увлекаться электронной музыкой. На то время его любимыми исполнителями были Depeche Mode и Жан Мишель Жарр.
Приехав в Париж, он стал играть в одном из многочисленных ночных клубов столицы.
В 2006 году он выпускает хит «Love To Love You Baby», в котором он использовал великолепный вокал Донны Саммер. Именно эта композиция сделала его популярным и вывела на международную арену. Вслед за успехом его треков «Love To Love You Baby» и «Unidos Para La Musica», Давид покорил публику своим первым альбомом «Rendez Vous», выпущенным в 2007 году.
Специально для создания своего первого альбома Давид Вендетта сотрудничал с популярными исполнителями:
- Акрам (Akram) — «Unidos Para La Musica» и «I Call You Back»,
- Барбара Такер (Barbara Tucker) — «Anticipation»,
- Кейт Томпсон (Keith Thompson) — «Break 4 Love»,
- Дэвид Гонсалвез (David Goncalvez) — «Freaky Girl»,
- Рэйчел Старр (Rachael Starr) — «Bleeding Heart»,
- Эдрю Валорзи (Audrey Valorzi) — «Be The Best».

Теперь у Давида есть всё, о чём можно только мечтать — своя вечеринка «Cosa Nostra», которая проходит дважды в месяц в Mix Club в Париже; популярное радиошоу, которое транслируется сразу на двух радиостанциях — FunRadio и Radio FG.
В 2007 году Дэвид также получил награду «NRJ Music Awards 2007» как лучший французский диджей.
В апреле 2010 года он вернулся со своим вторым альбомом Vendetta. Диск включает в себя сотрудничество с такими артистами, как Хайфа Вебе, Тара Макдональд, Линда Хопкинс, Брайн Лукас, Алим Гасымов и Питер Стормаре ,Дэвид Гонсалвез , Рэйчел Старр.

## Личная жизнь
У Давида есть сын - Александр Папаруссо (Alexandre Paparusso, род. 1992), который активно идет по стопам отца, занимаясь музыкальной деятельностью. Его сценический псевдоним — DJ Monte Cristo.

## Дискография
Студийные альбомы:
| Rendez-Vous                  | 2007 |
| Rendez-Vous (Deluxe Edition) | 2008 |
| Vendetta                     | 2010 |
| ---------------------------- | ---- |

Компиляции:
| Tribal Mix Vol.1 (Mixed By David Vendetta)                   | 2004 |
| In The Club Vol.2 (Mixed By David Vendetta)                  | 2005 |
| In Paradise Ibiza: The Love To Love You Session              | 2006 |
| Dancefloor FG Winter 2007 (Mixed By David Vendetta)          | 2006 |
| Freaky Mix (Сompilation Exclusive Pour Le Magazine Entrevue) | 2008 |
| Pacha Ibiza Hits 2009 By David Vendetta                      | 2009 |
| ------------------------------------------------------------ | ---- |